# Andrássy út
Andrássy út ("Andrássyboulevarden") är en paradgata i Budapest som sammanlänkar Erzsébet tér ("Elisabettorget") med Városliget ("Stadsparken"). Längs gatan står byggnader i nyrenässansstil med välutsmyckade fasader, trapphus och interiörer. 2002 hamnade den på Unescos världsarvslista.

## Galleri

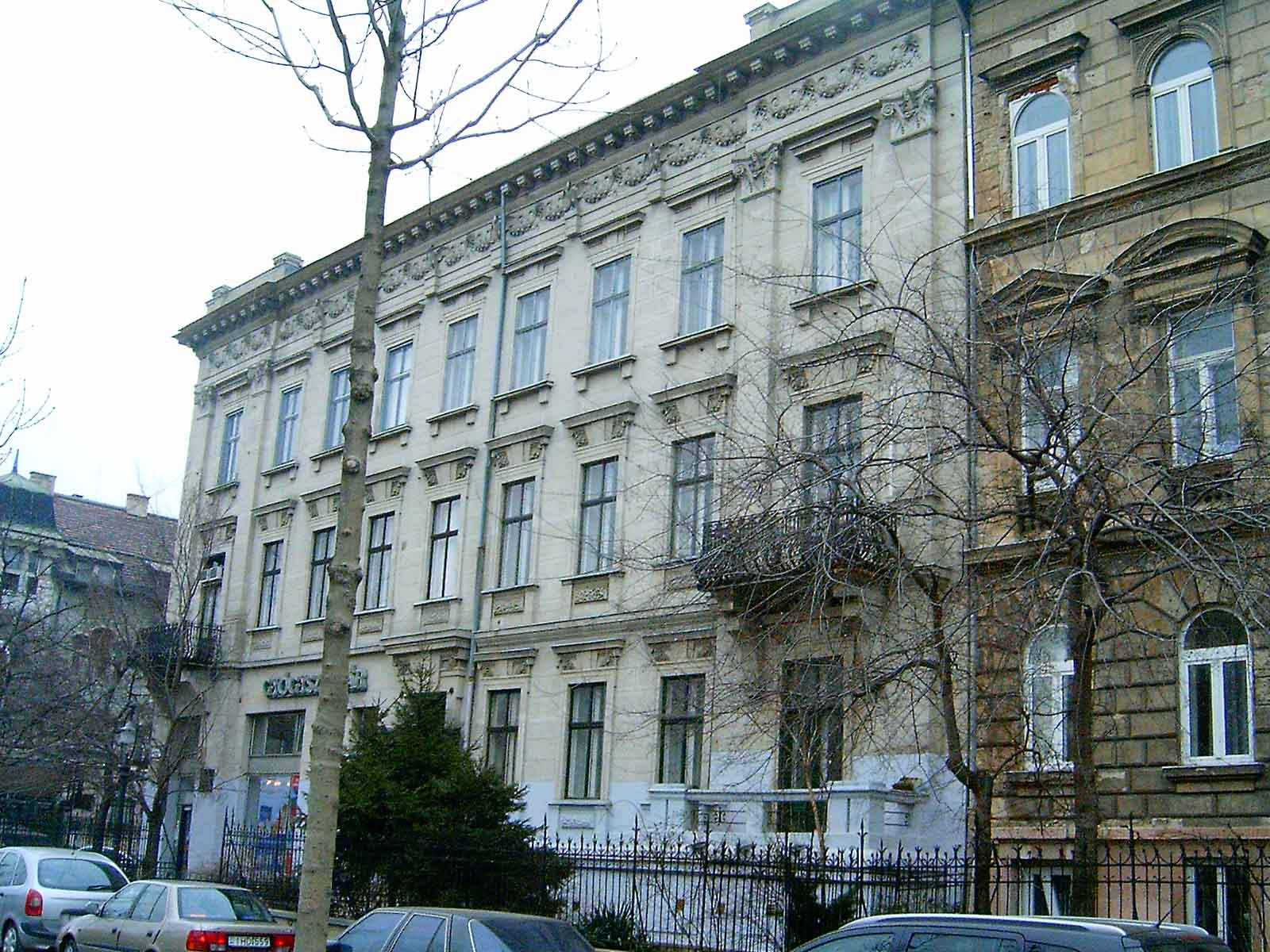
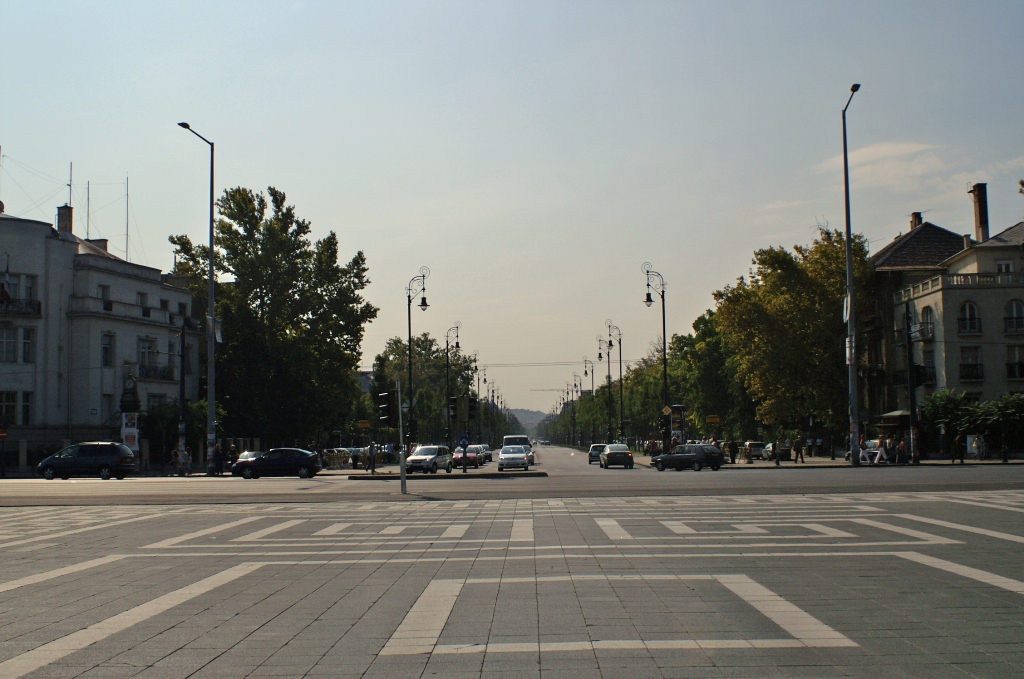
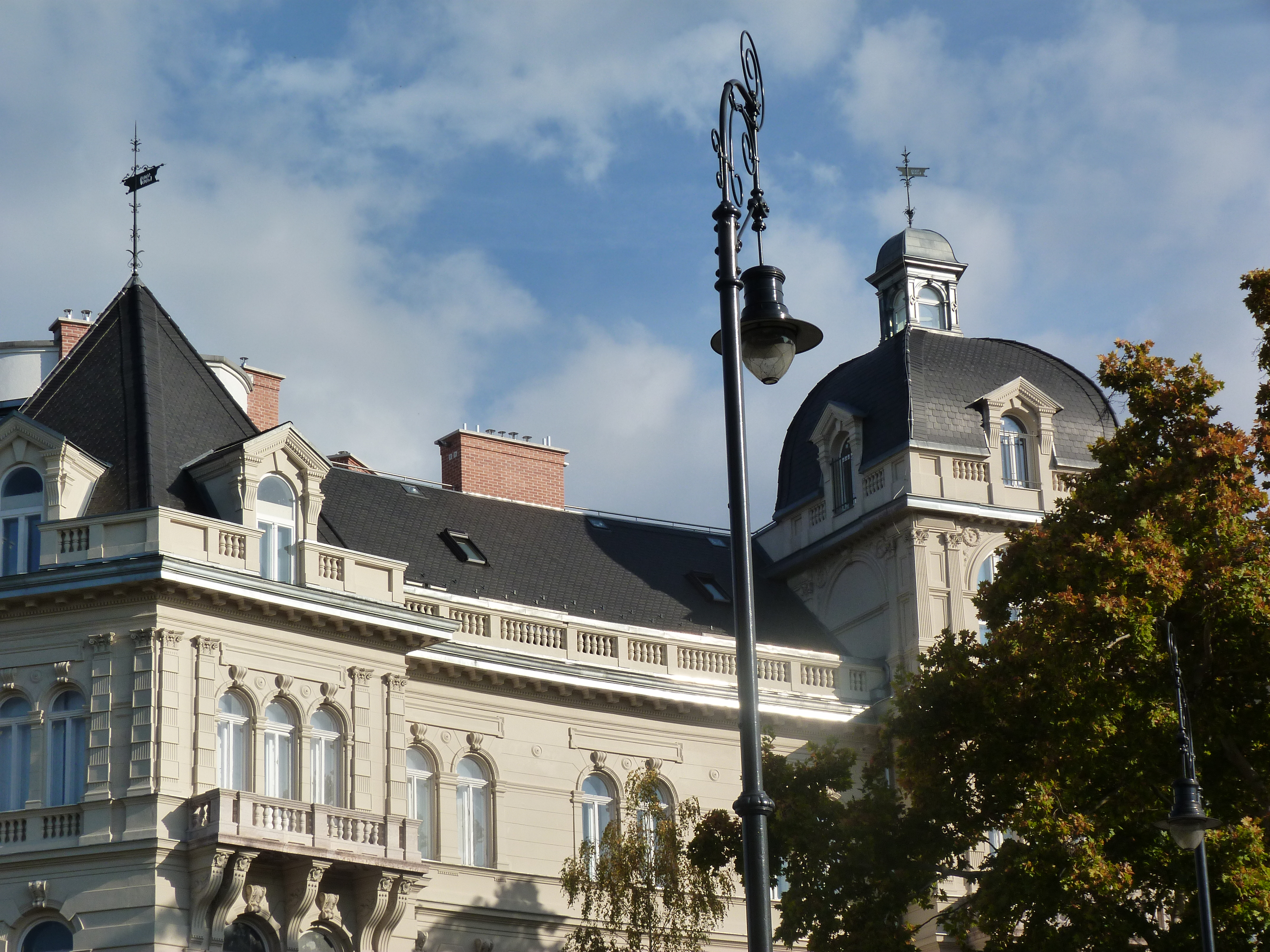
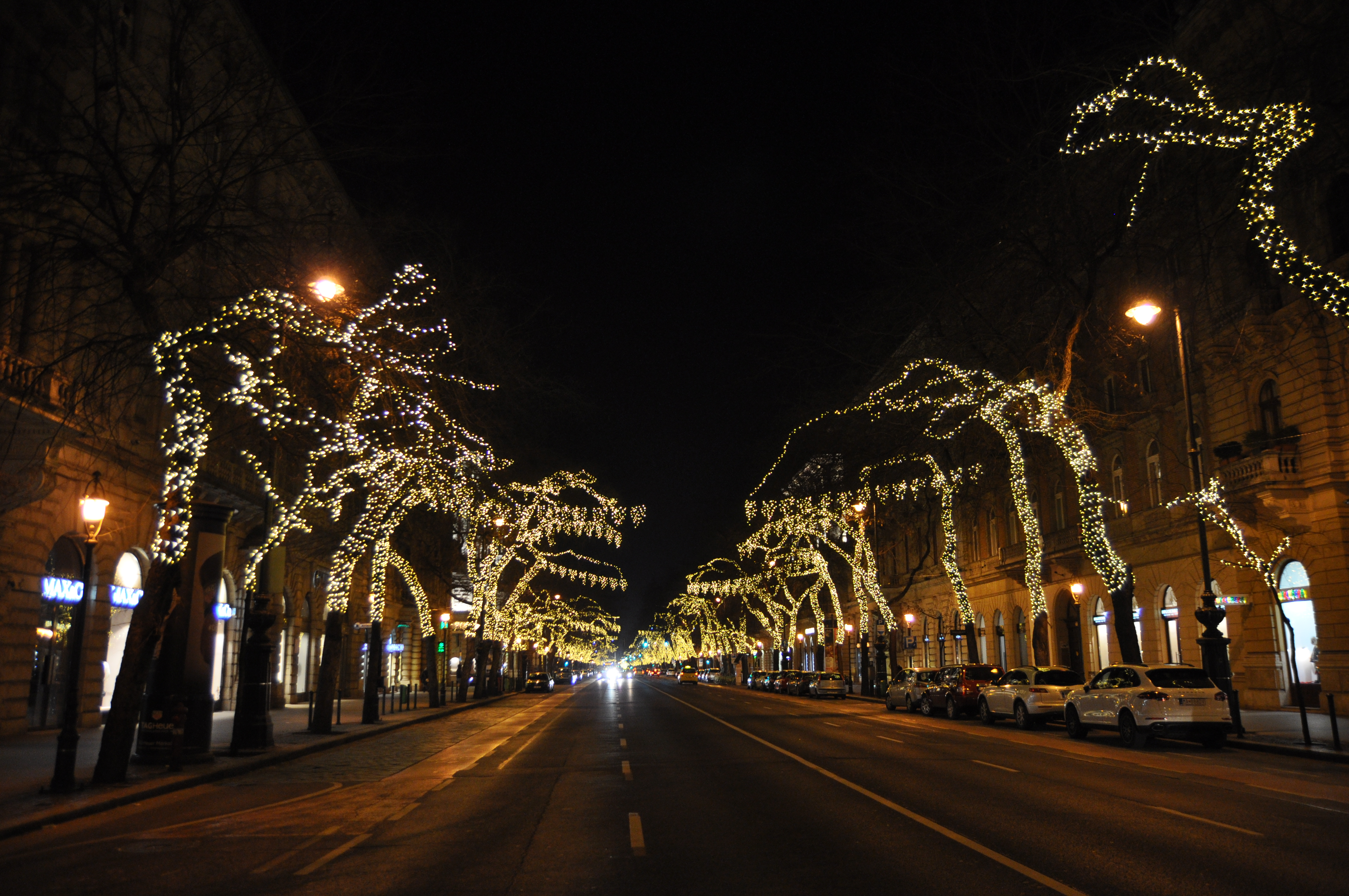